# Lola Liivat

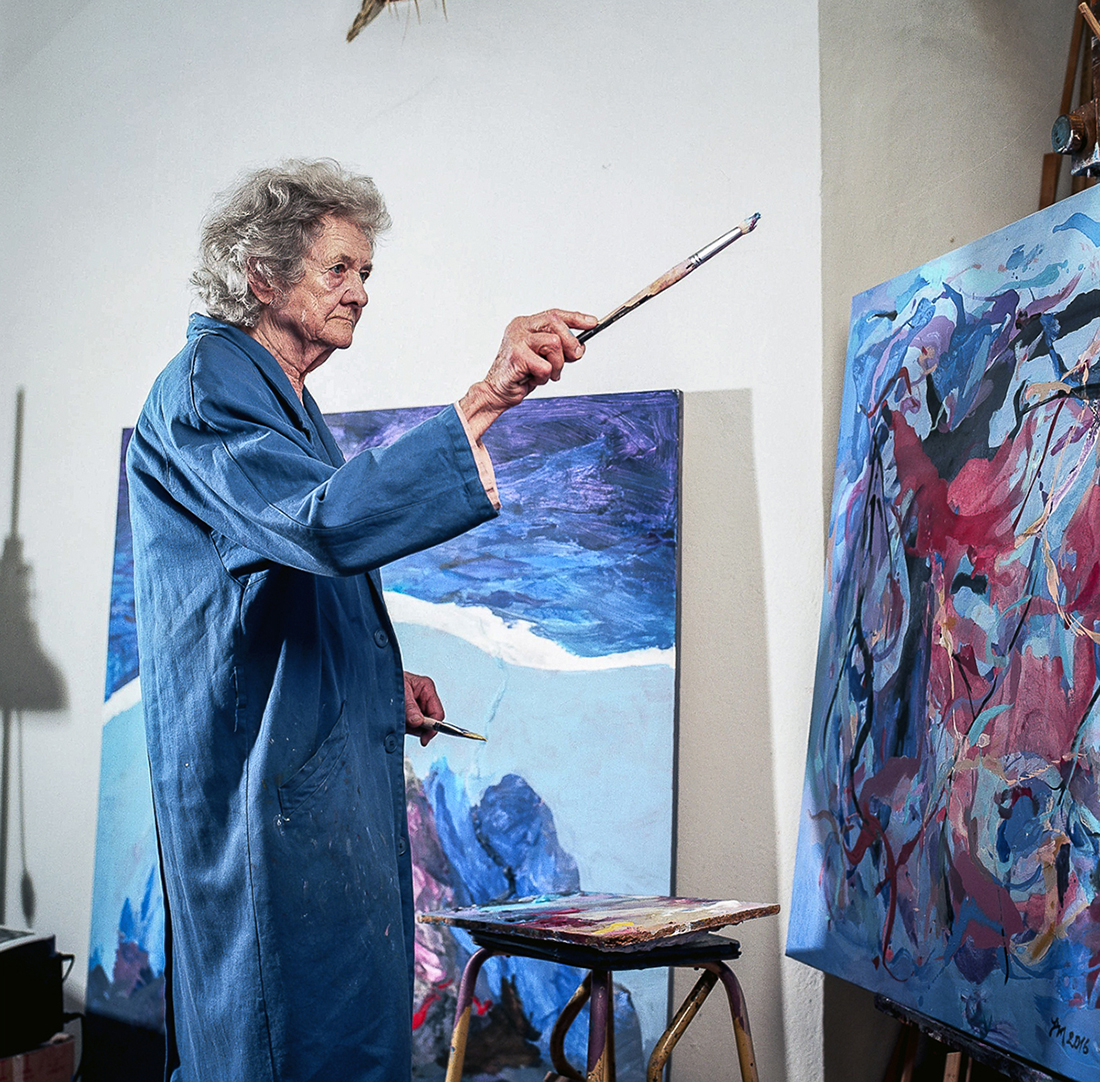
Lola Liivat, 2017

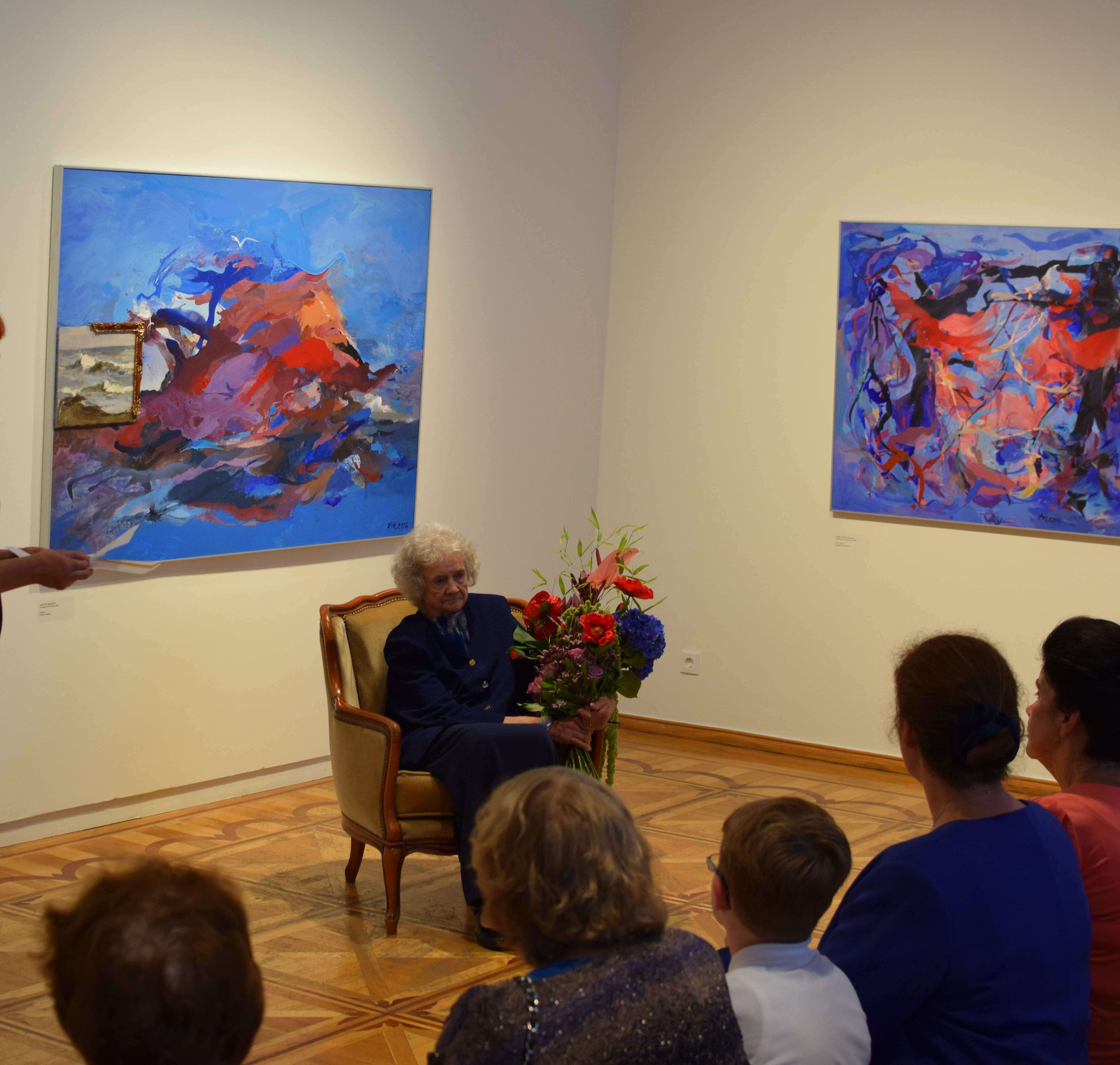
Lola Liivat (Kunstmuseum Dorpat, 17. August 2018)

Lola Liivat, auch Lola Liivat-Makarowa, bis 1967 Lola Makarowa, (russisch Лола Лийват-Макарова; * 17. August 1928 in Reval; † 6. Mai 2025) war eine sowjetisch-estnische Malerin.

## Leben
Liivat besuchte in Rakvere die Grundschule und ab 1941 das Handelsgymnasium. Nach zwei Jahren wechselte sie an die 4. Mittelschule in Reval mit Abschluss 1946.
1948–1954 studierte Liivat am Staatlichen Kunstinstitut Dorpat der Estnischen Sozialistischen Sowjetrepublik (SSR), das 1951 nach Reval verlegt und mit dem Staatlichen Institut für Angewandte Kunst vereinigt wurde. Darauf lehrte sie dort Malerei, Komposition und Zeichnen bis 1983. Sie malte Porträts, Stillleben und Landschaften. 1957 nahm Liivat an den Weltfestspielen der Jugend und Studenten in Moskau teil. Dort stellten Harry und Catherine Colman die zeitgenössische US-amerikanische abstrakte Kunst vor, worauf Liivat abstrakt zu malen begann. 1957 wurde sie Kandidatin und 1960 Mitglied der Union der Künstler der Estnischen SSR. Sie erhielt ein 15-jähriges Ausstellungsverbot.
1983 wurde Liivat als freie Künstlerin tätig. 1988–1994 war sie Dozentin am Lehrstuhl für Malerei der Universität Tartu. 1988–1992 war sie Vorsitzende der Künstlervereinigung Pallas. 1991 wurde sie Gründungsmitglied der Richard-Wagner-Gesellschaft Dorpat und Mitglied von Zonta International Dorpat. 1994–1995 war sie Galeristin der Galerie Rüütli. 1997–2000 war sie Vorsitzende der Union der Künstler Dorpat. Im August 2018 wurde im Kunstmuseum Dorpat eine große Retrospektive der abstrakten Werke Liivats eröffnet.
Am 6. Mai 2025 starb Lola Liivat im Alter von 96 Jahren.

## Ehrungen, Preise
- Orden des weißen Sterns

## Werke

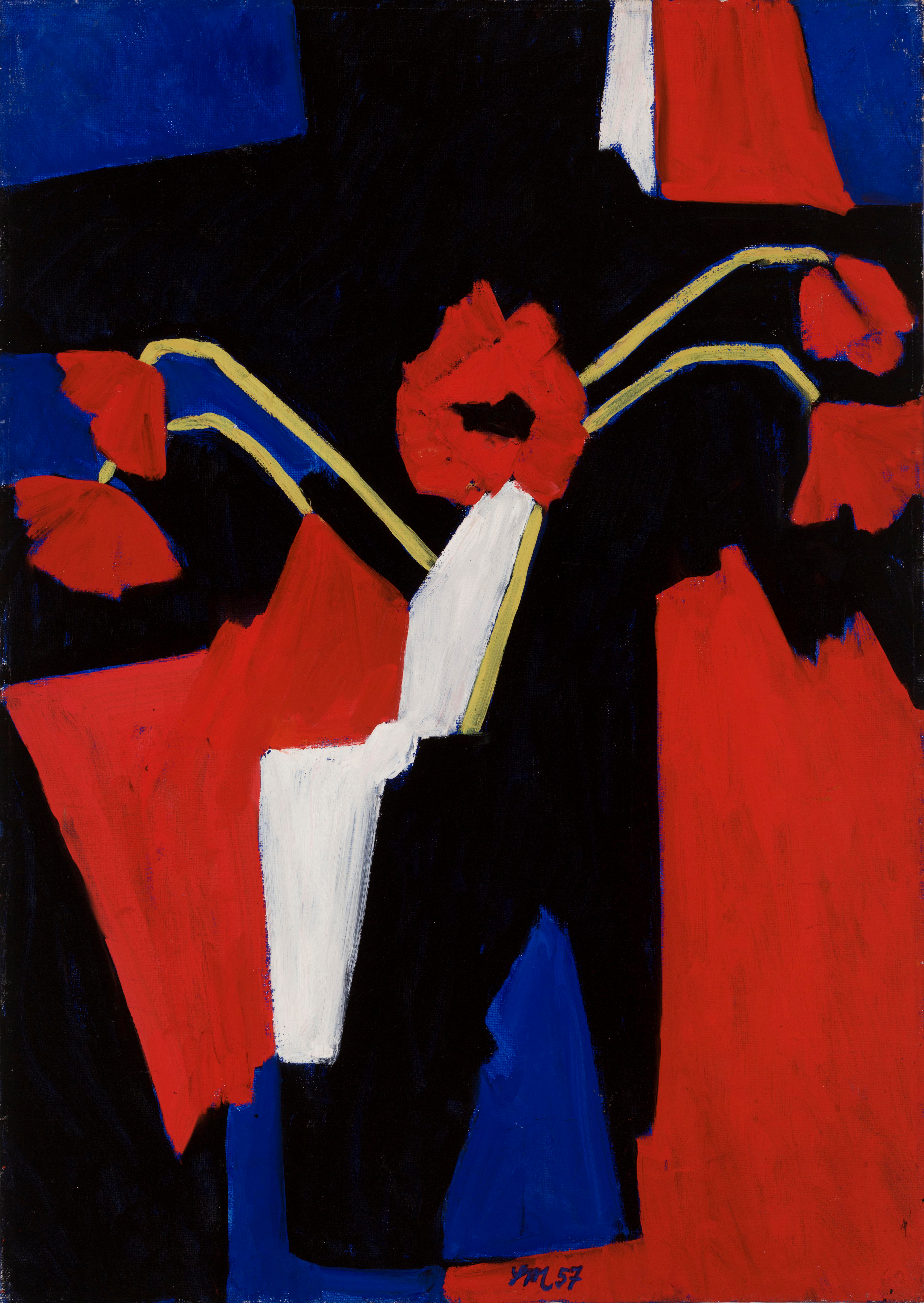
Moonid (1957)
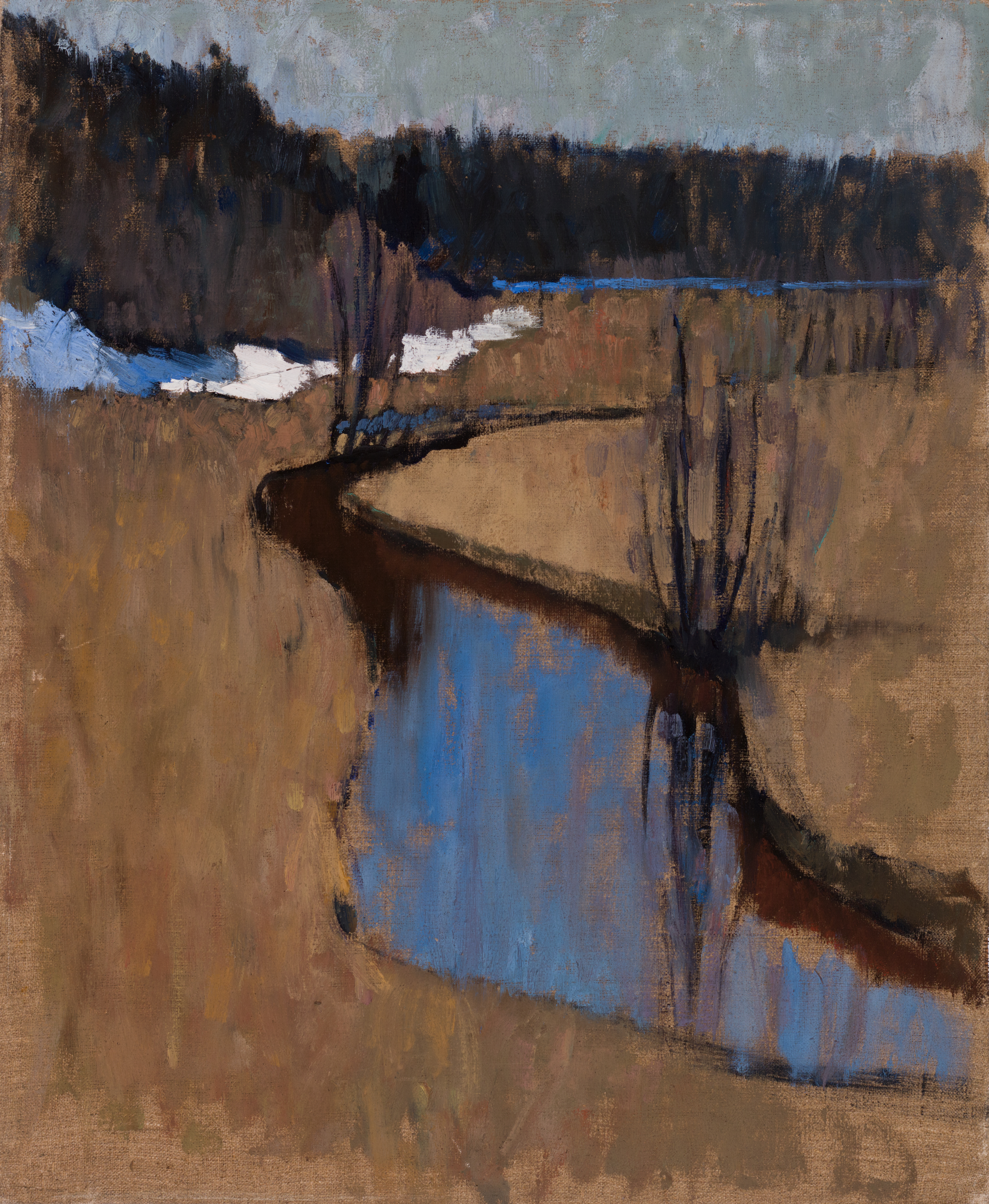
Kevad (1959)
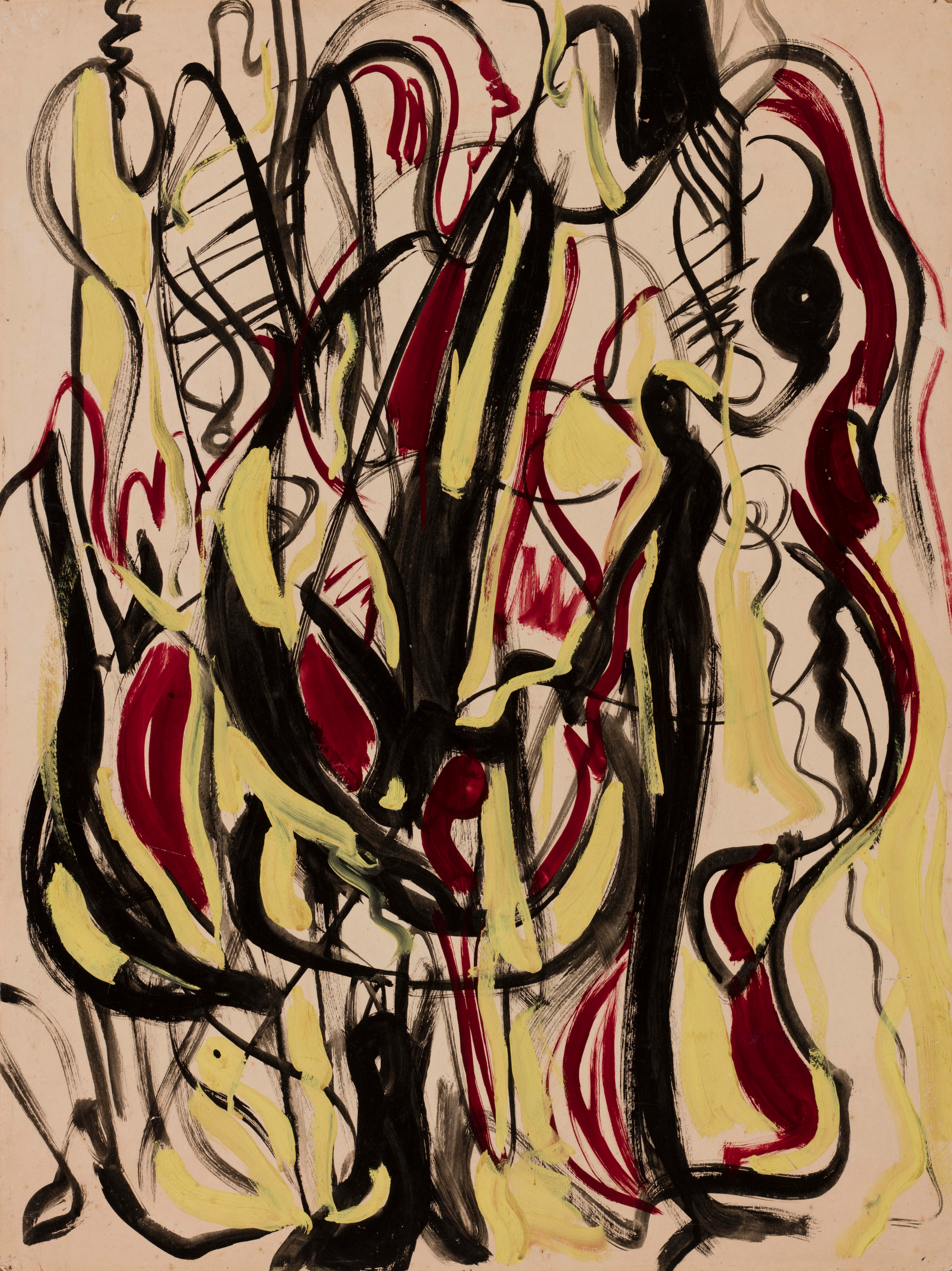
A la Kandinsky (1960)
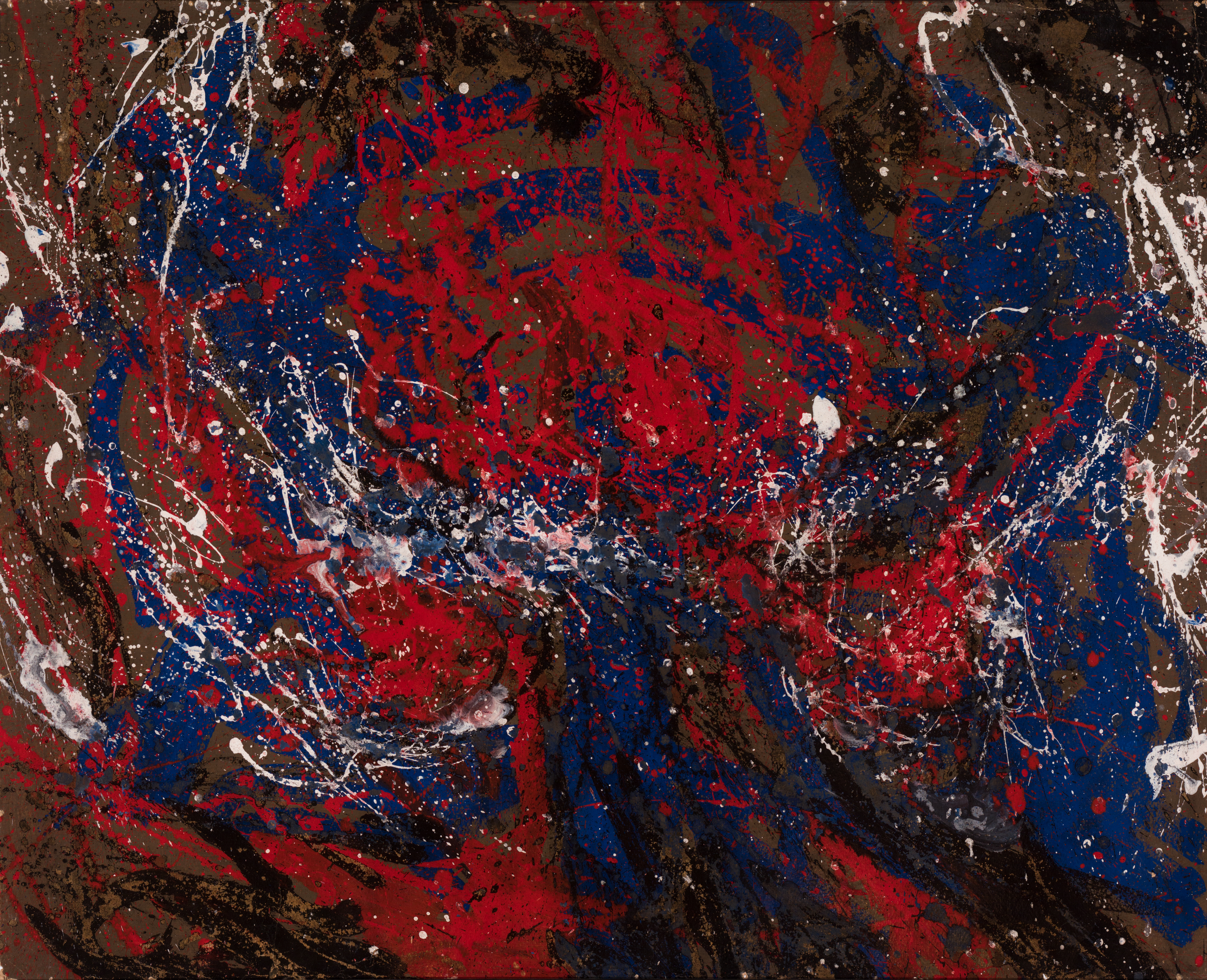
Protestilaul (1962)
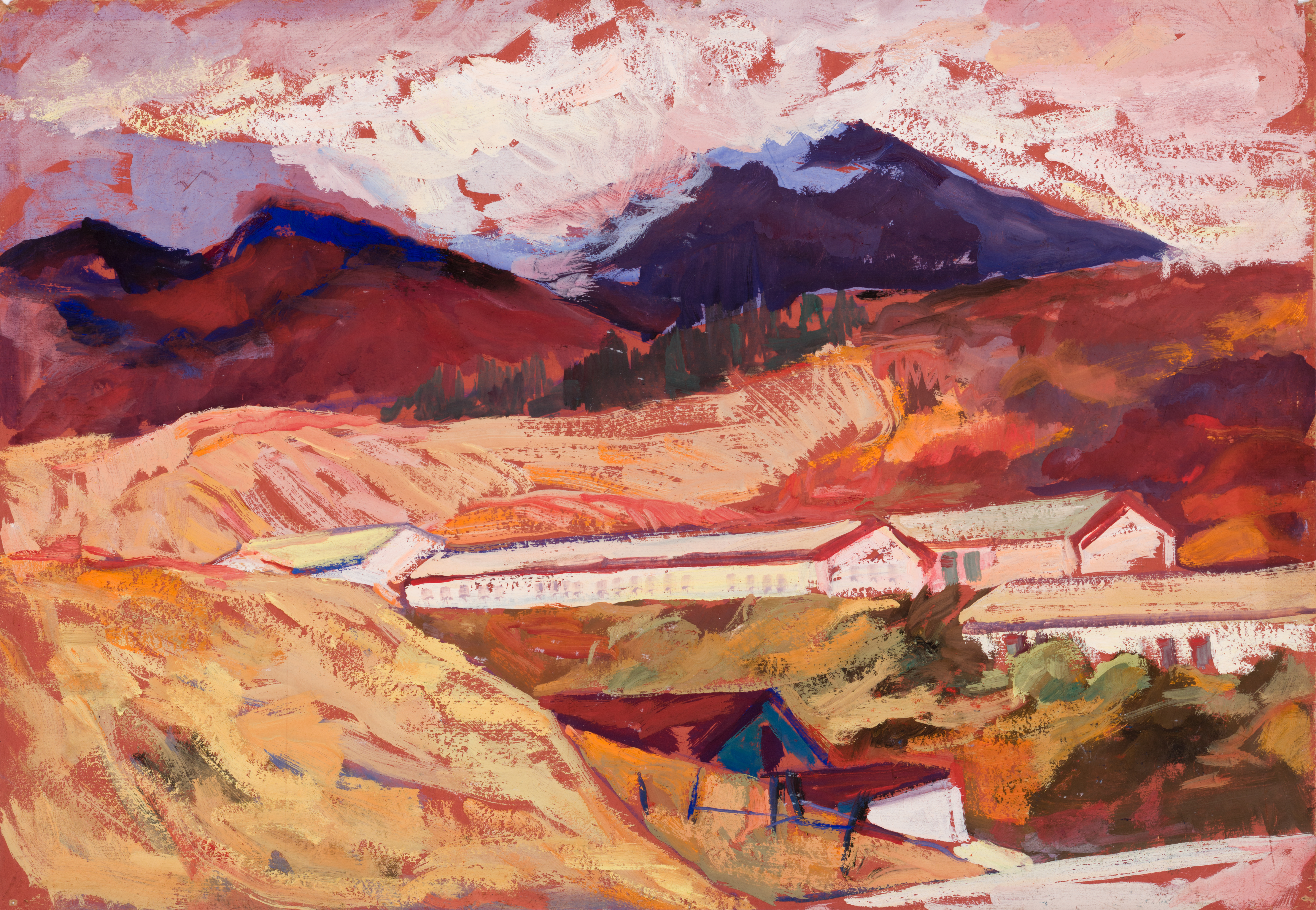
Vaade viinamarjakasvatamise sovhoosile (1963)
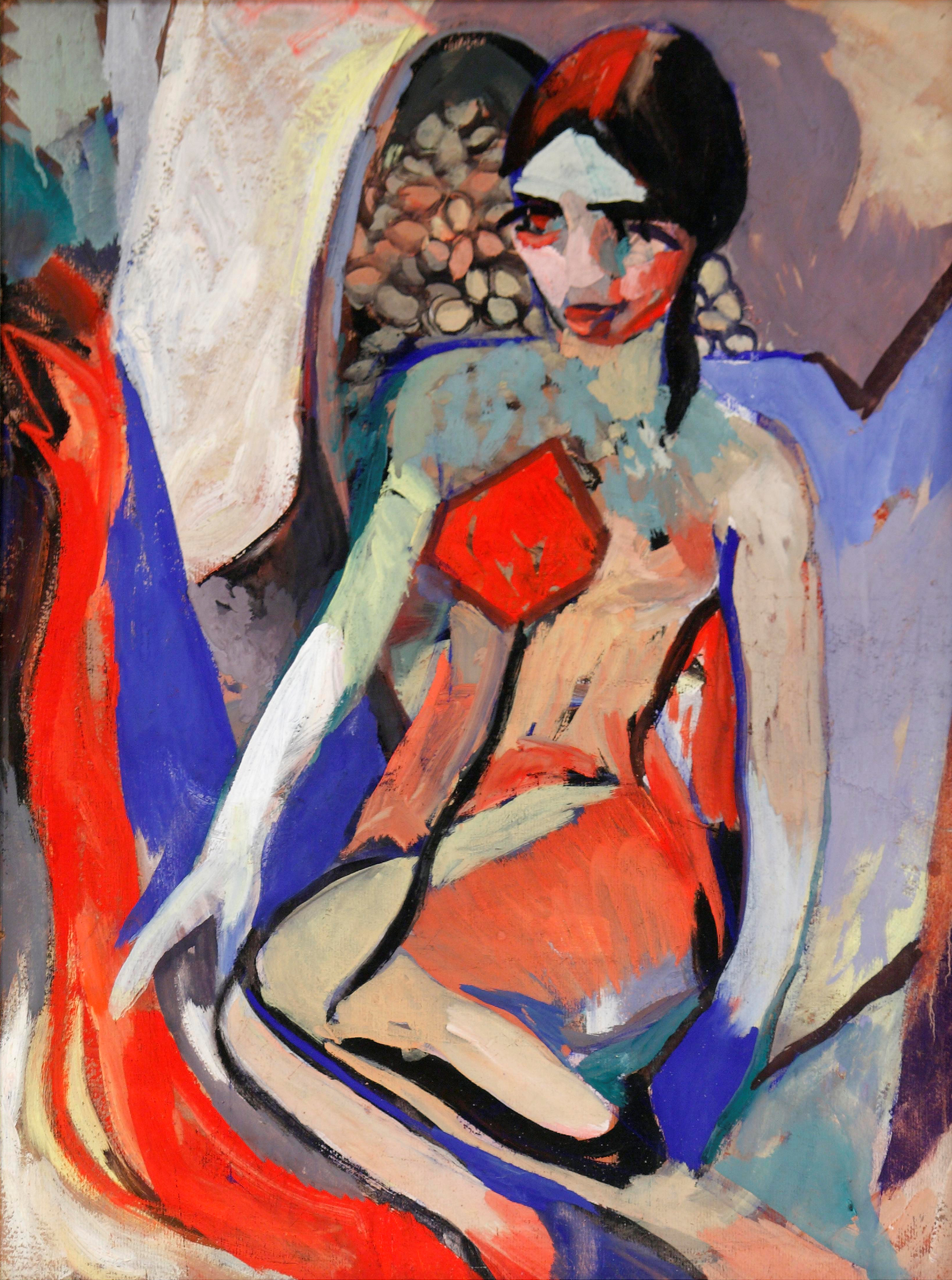
Krimmi pruut (1964)
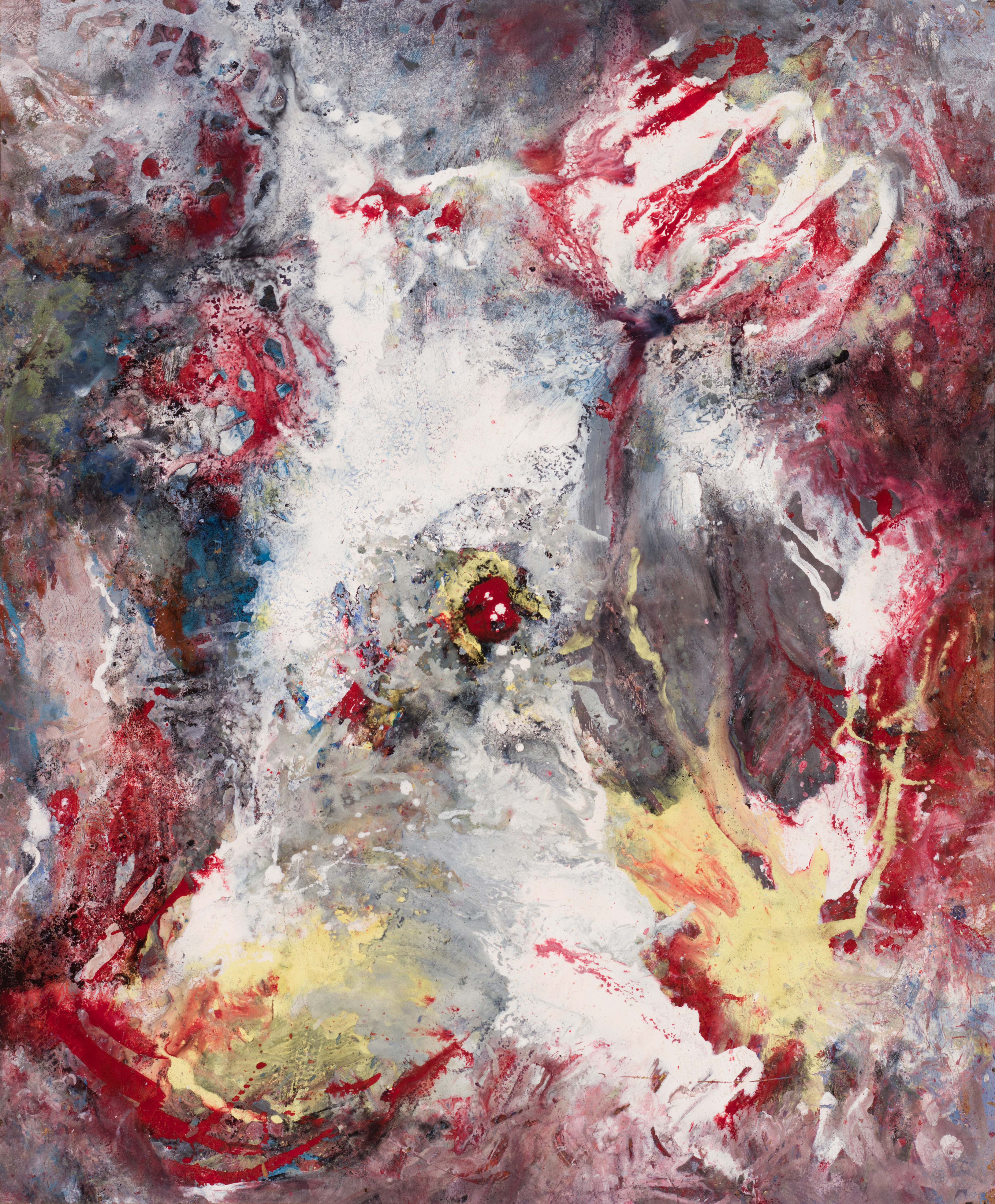
Kevad I (1967)
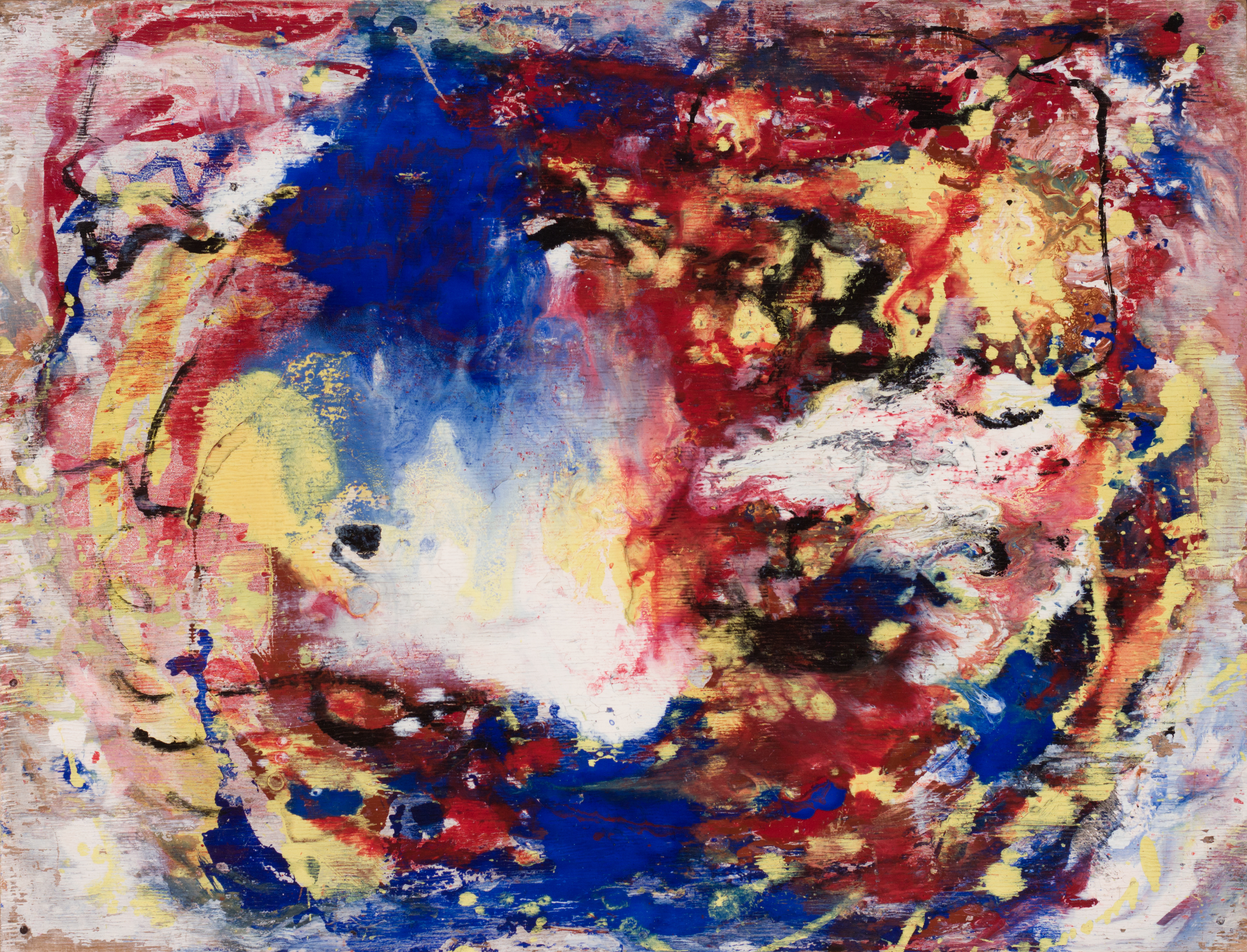
Kompositsioon (1967)
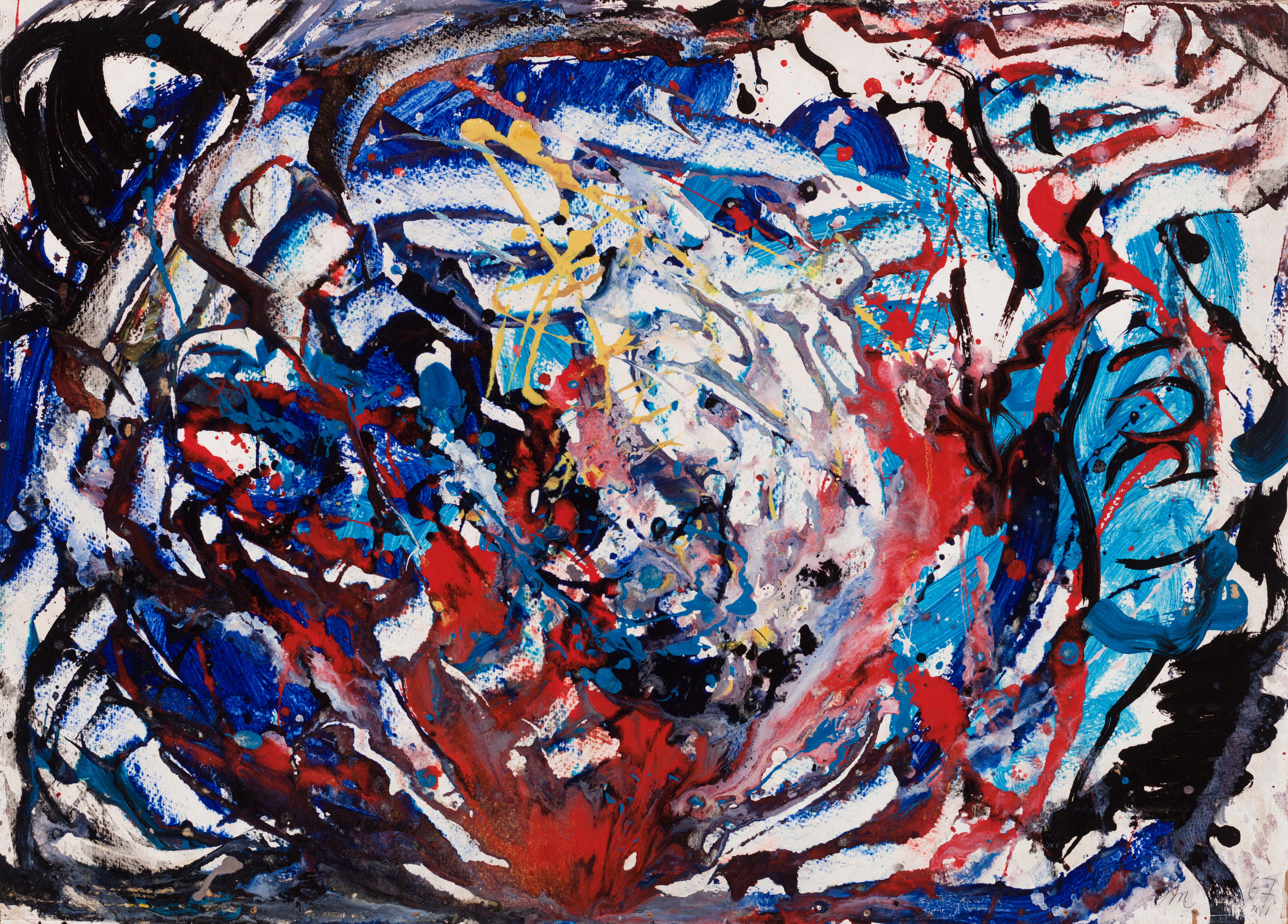
Abstraktsioon (1967)
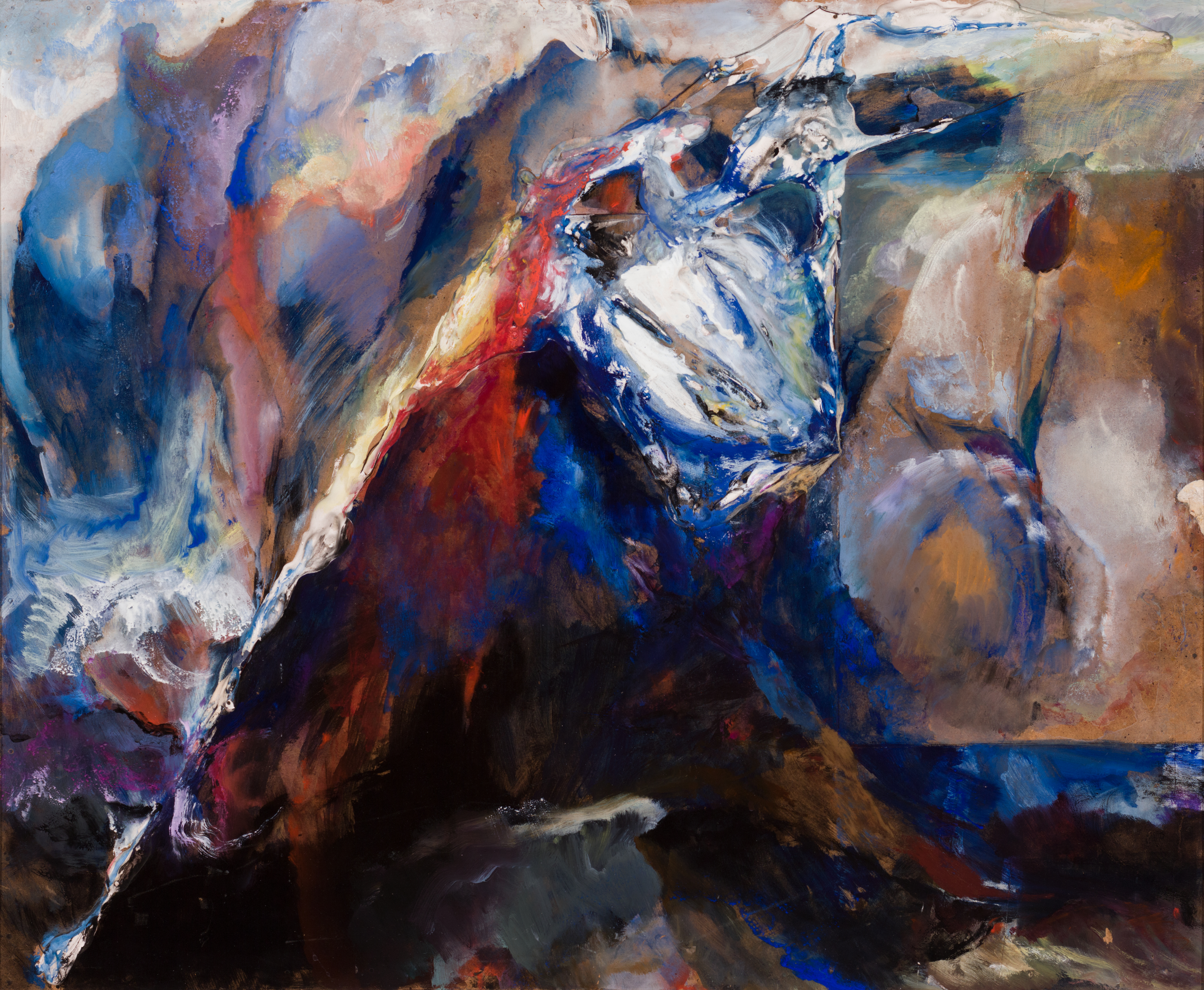
Kompositsioon I (1969)